# المشرافة (حبيش)

تعديل مصدري - تعديل

المشرافة هي إحدى قرى عزلة جبل خضراء بمديرية حبيش التابعة لمحافظة إب، بلغ تعداد سكانها 564 نسمة حسب تعداد اليمن لعام 2004.